# Bimota YB11
La Bimota YB11 è una motocicletta costruita dalla casa motociclistica italiana Bimota dal 1996 al 1998.

## Descrizione
Presentata a EICMA nel 1995, la YB10 montava un motore a quattro cilindri in linea a quattro tempi da 1002 cm³ alimentato da quattro carburatori Mikuni da 38 mm di diametro, derivato direttamente da quello montato sulla Yamaha YZF 1000R Thunderace e attraverso un accordo di fornitura tra il costruttore italiano e quello nipponico. Dotata di raffreddamento a liquido, sviluppava 145 cavalli a 10000 giri/min e una coppia di 11 mkg a 8500 giri/min ed era accoppiato ad un cambio a cinque rapporti.
Questo motore era dotato della cosiddetta valvola Exup, che consentiva di variare e modulare i flussi dei gas di scarico per migliorare l'erogazione della coppia.
La frenata è assicurata da un sistema fornito dalla Brembo, grazie a due dischi da 320 mm di diametro all'anteriore morsi da pinze radiali a quattro pistoncini e un disco da 230 mm di diametro al posteriore coadiuvato da una pinza a doppio pistoncino. Sia la forcella telescopica da 51 mm all'avantreno che il monoammortizzatore al retrotreno sono della Paioli. Anche il forcellone è realizzato in alluminio. Il telaio, con il motore che svolge anche funzione portante, è circondato da una struttura perimetrale in alluminio la derivato da quella della Bimota YB8.